# Státní převrat v Burkině Faso (leden 2022)
Státní převrat v Burkině Faso v lednu 2022 byl vojenský převrat, který proběhl ve dnech 23.–24. ledna 2022 v západoafrické zemi Burkina Faso. V hlavním městě Ouagadougou byla zaznamenána střelba před prezidentským sídlem i v několika vojenských kasárnách. Podle zpráv získali vojáci kontrolu nad vojenskou základnou v hlavním městě. Přestože vláda zprvu popřela, že by se v zemi odehrával převrat, několik hodin poté byl prezident Roch Marc Christian Kaboré zadržen vojáky v kasárnách. Téhož dne ozbrojené složky skrze televizní vysílání oznámily, že prezident byl sesazen. Vojáci následněo vyhlásili rozpuštění parlamentu, vlády i ústavy země. V čele převratu stál vojenský důstojník Paul-Henri Sandaogo Damiba.
Z účtu prezidenta na sociální síti Twitter zazněla výzva k dialogu a ke složení zbraní, nebylo však potvrzeno, zda byl on sám v té době již zadržen. Vojáci mezitím obsadili budovu státní televize RTB. Podle agentury AFP byl prezident zadržen spolu s dalšími vládními činiteli. Bezpečnostní zdroje uvedly, že v kasárnách Sangoulé Lamizana jsou v rukou vojáků nejen prezident, ale také předseda parlamentu i ministři. Kapitán Sidsoré Kader Ouedraogo jménem Vlasteneckého Hnutí za ochranu a obnovu prohlásil, že vojáci se rozhodli převzít odpovědnost s ohledem na zhoršující se bezpečnostní situaci v zemi a neschopnost prezidenta čelit džihádistickému povstání. Armáda rovněž přislíbila vypracování všeobecně přijatelného plánu pro konání nových voleb, ovšem bez uvedení konkrétních termínů.
V reakci na převrat pozastavila organizace Hospodářské společenství západoafrických států ECOWAS i Africká unie členství Burkiny Faso. Dne 31. ledna vojenská junta obnovila platnost ústavy a jmenovala Paula-Henriho Sandaoga Damibu prozatímním prezidentem. Damibeho vláda nicméně nebyla populární a byla sesazena při následném zářijovém převratu v zemi.

## Pozadí
Po první občanské válce v Libyi a souběžné intervenci NATO v roce 2011 došlo ke zvýšenému výskytu islamistických útoků v Burkině Faso a sousedním Mali. Od roku 2015 vede Burkina Faso boj proti skupinám napojeným na Islámský stát a al-Káidu zejména v severních oblastech země. Příslušníci armády si však stěžovali na nedostatek vojenského vybavení a logistické podpory, což vyvolalo nespokojenost v řadách ozbrojených sil, vojáci také kritizovali nedostatečné úsilí vlády v boji proti džihádistickým skupinám. Bývalý analytik CIA Michael Shurkin uvedl, že armáda v zemi je „špatně vybavená a nepřipravená“ na boj.
Prezident Roch Marc Christian Kaboré byl ve všeobecných volbách v Burkině Faso v roce 2020 zvolen na druhé prezidentské období. Jeho vláda čelila pravidelným protestům kvůli způsobu, jakým řešila přetrvávající džihádistickou krizi v zemi. V prosinci 2021 byl z funkce odvolán premiér Christophe Joseph Marie Dabiré v souvislosti se zhoršující se bezpečnostní situací. 22. ledna 2022 propukly v hlavním městě protivládní protesty, demonstranti vyjadřovali rozhořčení nad neschopností vlády zastavit ozbrojené útoky po celé zemi a někteří z nich požadovali také rezignaci prezidenta Kaborého.

## Převrat

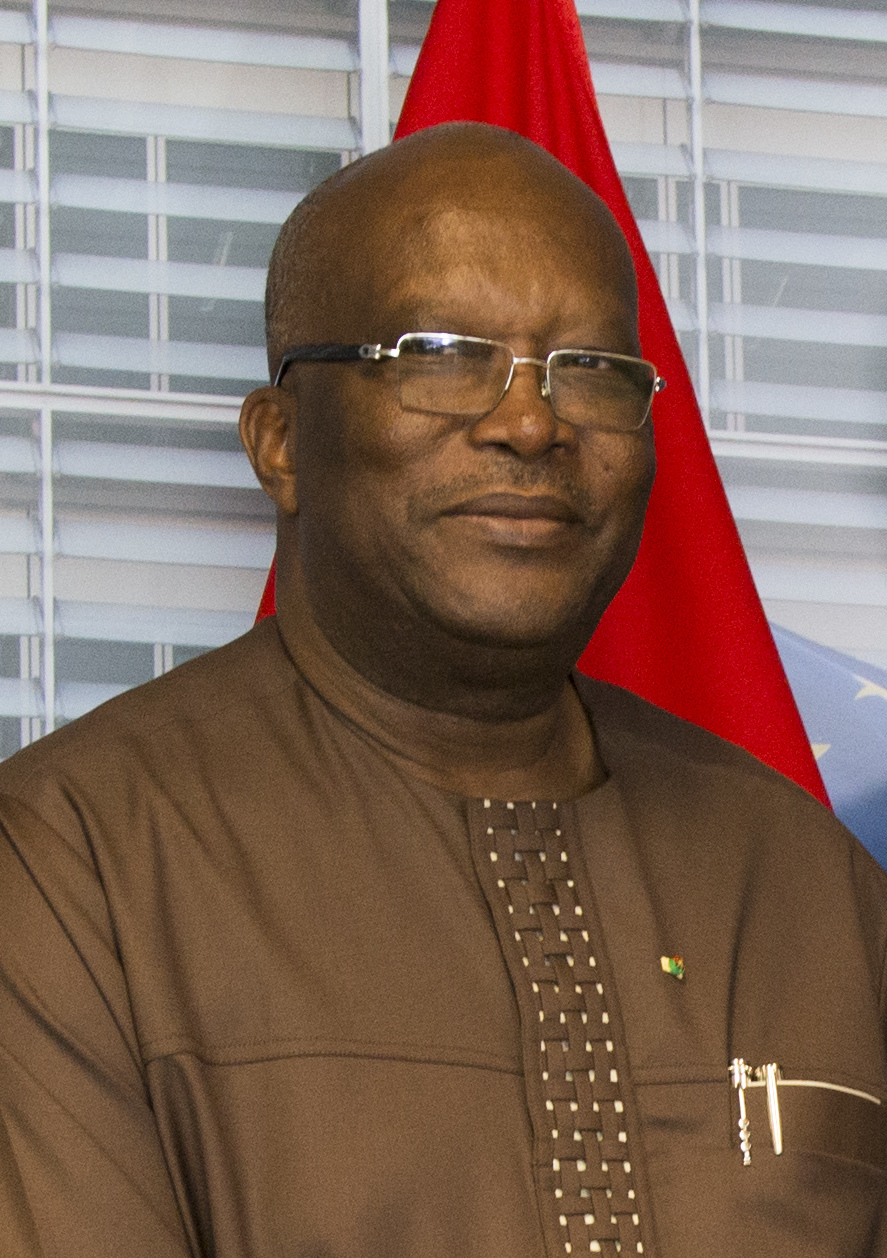
Sesazený prezident Roch Marc Christian Kaboré

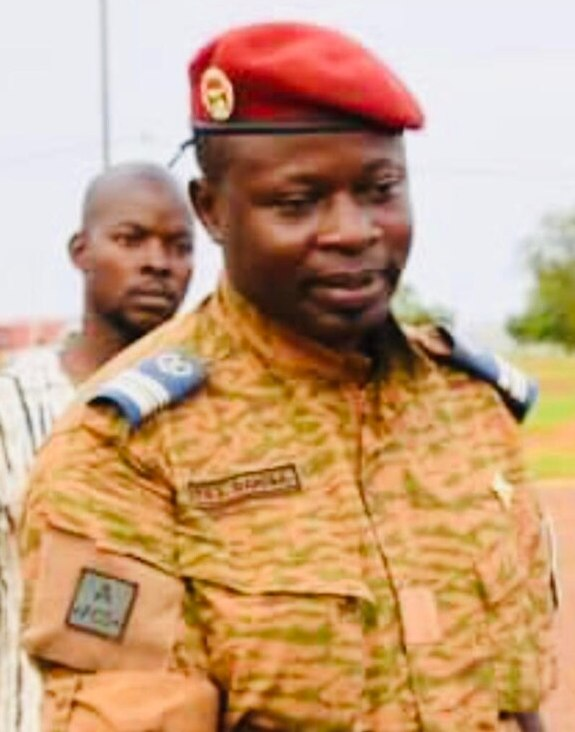
Vůdce převratu Paul Henri Sandaogo Damiba

Již v srpnu 2021 plánovalo přibližně 100 příslušníků ozbrojených sil Burkiny Faso převzít moc v zemi. Podle některých vojáků probíhalo plánování převratu mimo hlavní město prostřednictvím komunikačních aplikací jako WhatsApp, Telegram a Signal. Již dříve uvedla vládnoucí strana Lidové hnutí za pokrok (Mouvement du Peuple pour le Progrès), že se prezident Roch Marc Christian Kaboré a jeden z ministrů vlády stali terčem pokusu o atentát. Dne 11. ledna 2022, tedy dva týdny před úspěšným převratem, se vládě údajně podařilo překazit jiný pokus o převrat.
Dne 23. ledna 2022 byly v blízkosti soukromé rezidence prezidenta v hlavním městě Burkiny Faso v Ouagadougou zaznamenány výstřely. Následujícího rána byly poblíž prezidentova sídla nalezeny vozy z prezidentské kolony, které nesly stopy po střelbě, jeden z nich byl navíc potřísněn krví, navzdory tvrzení armády, že převzetí moci proběhlo bez násilí. Ministr obrany Barthélémy Simporé popřel, že by v zemi probíhal převrat, a vyzval obyvatele, aby se vrátili k běžnému životu.
O několik hodin později začaly různé zpravodajské stanice informovat o zadržení prezidenta Kaborého. Podle zpráv byl Kaboré držen v kasárnách v hlavním městě, jeho přesná situace však zůstávala nejasná. V odpoledních hodinách armáda převzala kontrolu nad sídlem státní televize Radio Télévision du Burkina (RTB). Sídlo vládnoucí strany bylo podle zpráv vypáleno a vyrabováno demonstranty podporujícími armádu.

Na Twitterovém účtu prezidenta se objevilo prohlášení vyzývající k dialogu a ke složení zbraní, bez potvrzení o tom, zdali je zadržen:
„Naše země prochází obtížnými časy.

 V tomto okamžiku musíme chránit naše demokratické výdobytky.
Vyzývám ty, kdo sáhli po zbraních, aby je složili v zájmu vyššího dobra národa.
Jedině dialogem a nasloucháním lze překonat naše rozpory.“

 — Roch Marc Christian Kaboré (@rochkaborepf)
Investigativní organizace NetBlocks informovala o výpadcích přístupu k internetu v zemi během vyostřené situace kvůli tomu, že vojáci obklíčili budovu státního vysílače RTB. Podle agentury AFP byl prezident spolu s dalšími členy vlády zatčen. Dva bezpečnostní činitelé v kasárnách Sangoulé Lamizana v hlavním městě uvedli, že „prezident Kaboré, předseda parlamentu Alassane Bala Sakandé, premiér Lassina Zerbo a ministři se nyní nacházejí v rukou armády.“
Téhož dne oficiálně oznámila armáda prostřednictvím státní televize, že prezident Kaboré byl sesazen z funkce. Kapitán Sidsoré Kader Ouedraogo prohlásil, že Vlastenecké hnutí za ochranu a obnovu (Mouvement patriotique pour la sauvegarde et la restauration, MPSR) „se rozhodlo převzít odpovědnost před dějinami“. Ve svém prohlášení uvedl, že armáda ukončila Kaborého prezidentství kvůli zhoršující se bezpečnostní situaci a neschopnosti vlády efektivně reagovat na islamistické povstání. Podle mluvčího junty proběhl převrat „bez fyzického násilí vůči zadrženým, kteří jsou drženi na bezpečném místě s respektem k jejich důstojnosti.“

## Následky
Po zahájení převratu nová vládnoucí vojenská junta pozastavila činnost vlády, parlamentu a ústavy Burkiny Faso. Současně byly uzavřeny státní hranice a zaveden celostátní zákaz vycházení mezi 21:00 do 5:00. Junta oznámila, že uspořádá nové volby „přijatelné pro všechny“, aniž by poskytla podrobnosti o jejich termínu, či způsoby jakým budou vedeny. Vlastenecké hnutí za ochranu a obnovu zveřejnilo ručně psaný a podepsaný rezignační dopis od Roch Marca Christiana Kaborého, jehož pravost následně ověřila agentura Reuters. V dopise Kaboré uvedl:
„V zájmu národa, po událostech, k nimž došlo od včerejška, jsem se rozhodl rezignovat na svou funkci prezidenta Burkiny Faso.“
V hlavním městě Ouagadougou se na náměstí shromáždil velký dav oslavující převrat – lidé se bavili, zpívali, troubili a tančili. Pozemní televizní vysílání na devíti soukromých kanálech bylo zablokováno kvůli ozbrojenému útoku, který údajně souvisel se sporem o sdílení poplatků za vysílací licence.
V reakci na převrat suspendovaly Burkinu Faso Africká unie i Hospodářské společenství západoafrických států (ECOWAS).
Dne 31. ledna 2022 vojenská junta obnovila platnost ústavy a jmenovala Paula-Henriho Sandaoga Damibu prozatímním prezidentem, Damiba složil prezidentskou přísahu 16. února. Dne 1. března byla schválena charta plánující tříleté přechodné období, které mělo být zakončeno konáním demokratických voleb. Následující den byl Damiba oficiálně uveden do úřadu prezidenta Burkiny Faso.
Dne 4. března 2022 jmenovala vojenská junta prozatímním premiérem Alberta Ouédraoga. 6. dubna pak přechodná vláda oznámila, že bývalý prezident Kaboré byl po téměř třech měsících propuštěn z vazby a směl se vrátit domů. Zůstal však nadále pod dohledem kvůli zajištění své bezpečnosti, jak uvedla vládní Informační služba (SIG) v oficiálním prohlášení, které bylo zveřejněno i na sociálních sítích.

## Reakce

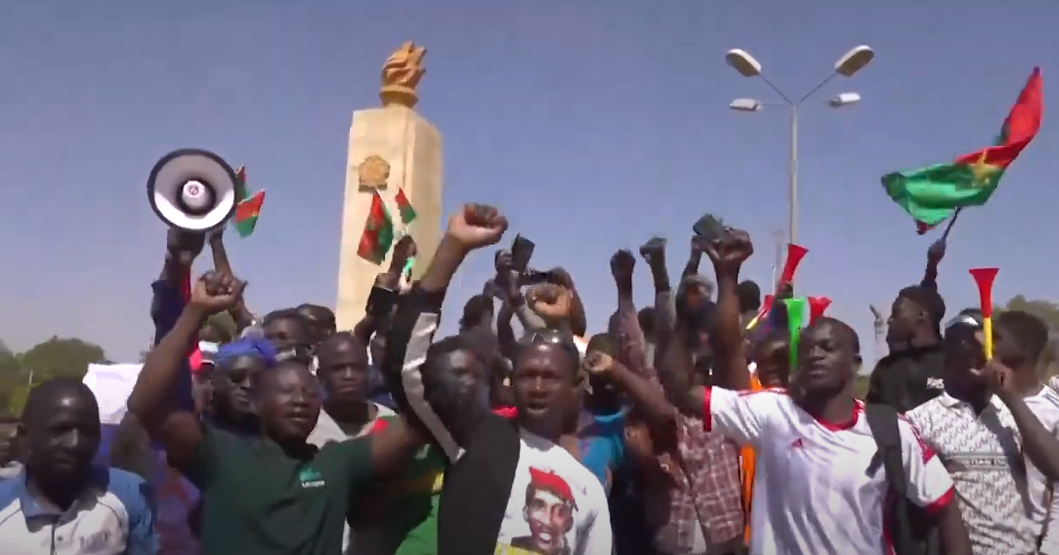
Demonstrace na podporu převratu v Ouagadougou, 25. ledna

### Domácí
Už 24. ledna byli v hlavním městě Ouagadougou pozorováni obyvatelé, kteří vojenskému převratu vyjadřovali podporu. Někteří vyšli do ulic a zapalovali pneumatiky na znamení solidarity s armádou. Uvádí se, že některé mládežnické skupiny pronikly do sídla státní televize RTB, aby vyjádřily podporu vojenské juntě.
Následující den, 25. ledna, se na národním náměstí v Ouagadougou shromáždil velký dav čítající stovky lidí, slavící převrat. Podle vedoucí africké zpravodajky BBC News Anne Soyové byla zpráva o zadržení prezidenta přijata s jásotem a oslavami.
Zpravodaj agentury Reuters uvedl, že viděl skupinu lidí pálit francouzskou vlajku, což agentura označila za „známku rostoucí frustrace ze stále přetrvávající vojenské přítomnosti bývalé koloniální mocnosti v regionu“. Dále uvedl, že v davu byly viditelné ruské vlajky a někteří demonstranti volali po tom, aby Rusko nahradilo Francii v roli pomocníka v boji proti džihádistům.
Podle novináře katarské stanice Al-Džazíry Sama Mednicka panovala mezi obyvatelstvem „značná podpora pro převrat“ v souvislosti s vleklou bezpečnostní krizí v zemi. Dodal, že lidé skandovali slogany typu „Dolů, dolů s ECOWASem“, při čemž reagovali na kritiku převratu a hrozby sankcí právě ze strany Hospodářského společenství západoafrických států.
Vládnoucí strana Lidové hnutí za pokrok (MPP) převrat odsoudila a označila jej za „pokus o atentát“ na prezidenta a vládu.

### Mezinárodní
- Belgie: Ministerstvo zahraničních věcí označilo násilnou změnu vlády za nepřijatelnou a uvedlo, že celou situaci pečlivě sleduje.
- Bulharsko: Bulharské ministerstvo zahraničí vyjádřilo znepokojení a odsoudilo vojenské převzetí moci, zároveň vyzvalo k návratu k ústavnímu pořádku.
- Česko: Ministerstvo zahraničních věcí po převratu varovalo před cestováním do země a doporučilo je omezit na nezbytně nutné.[38]
- Čína: Čínské velvyslanectví uvedlo, že vývoj bude pečlivě sledovat, a vyzvalo všechny strany k mírovému řešení sporů dialogem.[39]
- Dánsko: Ministr pro rozvojovou spolupráci Flemming Møller Mortensen vyjádřil obavy z vývoje situace v Burkině Faso.
- Francie: Francouzské velvyslanectví varovalo své občany před neodkladnými cestami a noční jízdou v hlavním městě. Prezident Emmanuel Macron převrat odsoudil a uvedl, že Francie plně podporuje postoj ECOWASu.
- Jižní Afrika: Ministryně zahraničí Naledi Pandorová vyjádřila šok a upozornila, že by se západoafrický region neměl stát oblastí převratů.[40]
- Kanada: Kanadská vláda vydala cestovní varování vzhledem k nestabilitě v regionu.[41]
- Lucembursko: Ministr zahraničních věcí Jean Asselborn situaci označil za velmi znepokojivou, převrat odsoudil a apeloval na řešení krizové situace dialogem.[42]
- Nigérie: Nigerijská vláda označila převrat za „nešťastný vývoj v zemi“ a vyzvala k propuštění prezidenta Kaborého a ostatních zadržených činitelů, stejně jako k návratu k předchozímu stavu.[43]
- Rakousko: Ministerstvo pro evropské a mezinárodní záležitosti vyjádřilo hluboké znepokojení nad vývojem situace v zemi, převrat odsoudilo a vyzvalo všechny aktéry k cestě dialogu.
- Spojené království: Ministerstvo zahraničí (FCDO) vydalo varování před všemi cestami do hlavního města Ouagadougou s výjimkou těch nezbytných. Ministryně pro Afriku Vicky Fordová převrat odsoudila a uvedla, že situaci v zemi vládní činitelé pečlivě sledují.[44]
- Švédsko: Ministryně zahraničí Ann Lindeová převrat odsoudila, vyzvala k respektování ústavního pořádku a apelovala na mírové řešení prostřednictvím dialogu.[45]
- Turecko: Turecká vláda vyjádřila obavy nad situací, vyzvala k obnovení pořádku a vyjádřila solidaritu s lidem Burkiny Faso.[46]
- USA: Ministerstvo zahraničí skrze svého mluvčího Neda Price vyzvalo k okamžitému propuštění prezidenta Kaborého a k dialogu. Americké velvyslanectví vydalo bezpečnostní varování, v němž vyzvalo občany USA, aby se skryli, vyhýbali se davům a sledovali místní média.[47]

#### Mezinárodní organizace
- Africká unie: Předseda Komise organizace Moussa Faki převrat důrazně odsoudil a požádal bezpečnostní složky, aby se vrátily do kasáren. Požadoval také, aby armáda zajistila fyzickou integritu prezidenta Rocha Marca Christiana Kaborého.[48] Předseda Félix Tshisekedi rovněž převrat odsoudil a požadoval bezpodmínečné propuštění prezidenta Kaborého. Dne 31. ledna Africká unie oznámila pozastavení členství Burkiny Faso v rámci organizace. Rada míru a bezpečnosti Africké unie uvedla, že hlasovala pro pozastavení účasti Burkiny Faso „na všech aktivitách Africké unie do doby, než dojde k efektivnímu obnovení ústavního pořádku v zemi."[13]
- ECOWAS: Hospodářské společenství západoafrických států vyzvalo armádu, aby respektovala vládu jako demokratickou autoritu, a podpořila dialog mezi vládou a armádou. ECOWAS rovněž vyzval vojáky, aby se vrátili do kasáren. Dne 24. ledna organizace po vojenském převratu pozastavila Burkině Faso členství. Současný ghanský prezident a předseda ECOWASu Nana Akufo-Addo označil nedávnou vlnu převratů v západní Africe za „přímé porušení našich demokratických zásad, dále též uvedl, že „zbytek světa se na nás dívá, abychom v této věci zaujali pevný postoj.“[12] Dne 3. března ECOWAS zrušil oficiální návštěvu Burkiny Faso po inauguraci prezidenta Damiby.[49]
- Evropská unie: Vysoký představitel EU za Španělsko Josep Borrell vydal prohlášení k situaci v Burkině Faso: „S velkým znepokojením sledujeme vývoj situace v Burkině Faso. Poslední zprávy jsou velmi znepokojující, zejména pokud jde o zadržení prezidenta Kaborého a obsazení státního rozhlasu a televize armádou. Včera jsem hovořil s ministryní zahraničních věcí Burkiny Faso Rosine Coulibalyovou a předseda Evropské rady Charles Michel mluvil s prezidentem Burkiny Faso. Během těchto jednání se situace jevila pod kontrolou. Ale v průběhu dne se zprávy zhoršily, je to špatné, a nyní víme, že prezident Kaboré je pod kontrolou armády. Vyzýváme k respektování ústavního pořádku a k propuštění prezidenta Kaborého.“[50]
- Organizace spojených národů: Generální tajemník OSN António Guterres ve svém prohlášení uvedl, že „důrazně odsuzuje jakýkoli pokus o převzetí vlády ozbrojenou silou“ a vyzval vůdce puče, aby složili zbraně.[51]